# Mirage of Blaze
Mirage of Blaze (яп. 炎の蜃気楼 Хоноо но мира:дзю, неоф. русс. «Призрачное пламя») — серия романов (лайт-новел) японской писательницы Мидзуны Кувабары и проиллюстрированных сначала Кадзуми Тодзё (тома 1—12), затем Сёко Хамадой (с 12 тома и до конца). 40 томов лайт-новел выходили в журнале Cobalt с ноября 1990 по апрель 2004. Они относятся к жанру яой и изданы только на японском языке, официального перевода на какой-либо из европейских языков не существует.
По мотивам книг созданы 13-серийное аниме и OVA «Mirage of Blaze: Rebels of the River Edge» из трех эпизодов.

## Сюжет
Япония, наши дни. Оги Такая учится в старшей школе провинциального городка Мацумото в префектуре Нагано. Однажды с его другом, Наритой Юдзуру, начинают происходить странные вещи, но Такая и не догадывается о том, как сильно эти события изменят его собственную жизнь. Ему предстоит соприкоснуться с миром призраков, о существовании которого он до этого не подозревал, и с головой окунуться в самую что ни на есть настоящую войну, которая, как оказывается, не прекращалась в Японии со времён далекого средневековья.
Всё начинается со случайной встречи. Оги Такая встречается с Наоэ Нобуцуной — загадочным мужчиной, который расскажет ему о прошлом.

## Аниме
Тринадцатисерийное аниме сделано в 2002 году на студии SME Visual Works, музыку написал композитор Камэяма Койтиро. В США лицензированно компанией Media Blasters. Сюжет построен на основе первых 8 томов.
OVA «Mirage of Blaze: Rebels of the River Edge» (яп. 炎の蜃気楼 -みなぎわの反逆者- Honoo no Shinkirou: Minagiwa no Hangyakusha) является сюжетным продолжением аниме-сериала и экранизацией 9 тома. Здесь на первое место выступает история Кадоваки Аяко.

## Персонажи

Оги Такая (Уэсуги Кагетора)

Наоэ Нобуцуна

Кадоваки Аяко (Харуиэ)

Такая Оги (яп. 仰木高耶 О:ги Такая) — 17 лет Настоящее имя: Уэсуги Кагэтора (Ходзё Сабуро). Такая живёт и учится в Мацумото. Задиристый и вспыльчивый, он имеет репутацию трудного подростка — что неудивительно, так как позади у него тяжёлое детство в неблагополучной семье. Его единственный друг — Нарита Юдзуру, с которым его связывают очень теплые отношения. Встреча с Наоэ Нобуцуной открывает Такае глаза на его истинную сущность. Он узнаёт о существовании Усобицы Духов — призрачной войны, разворачивающейся за кулисами привычной нам реальности. Феодальные князья и их соратники, погибшие в кровавых битвах эпохи Усобиц, на самом деле не отправились в мир иной, а бродят по земле в виде мстительных духов, занимая тела живых людей, чтобы продолжать свои войны. Такая узнаёт, что сам родился не семнадцать, а без малого четыреста лет назад, в ту же эпоху Усобиц, и что его настоящее имя — Уэсуги Кагетора (яп. 上杉景虎 Uesugi Kagetora). У него за плечами — четыре века, прожитые в разных телах с одной единственной целью: остановить Усобицу Духов и отправить всех неусопших полководцев на тот свет. Для этого ему была дана особая способность — изгонять духов, насильно отправляя их в пламя реинкарнации, в чём ему помогают четверо соратников, наделенных такой же силой и проживших такую же долгую жизнь. Обычно перерожденные — так называют Кагетору и ему подобных — сохраняют свою память на протяжении всех жизней (в отличие от обычной реинкарнации, которая полностью стирает личность человека). Но почему-то Кагетора, переродившись в последний раз в теле Оги Такаи, потерял все воспоминания и большую часть своей силы. Волею обстоятельств Такая встаёт перед необходимостью вернуть силу, чтобы помочь другу. Для этого ему придётся вспомнить тяжелое прошлое, которое стоит между ним и Наоэ.
Сэйю: Тосихико Сэки
Ёсиаки Татибана (яп. 橘義明 Татибана Ёсиаки) — 28 лет Настоящее имя: Наоэ Нобуцуна. Наоэ — первый вассал и ближайший соратник Кагеторы, его опора и поддержка на протяжении четырёхсот лет. Последний раз родился в семье буддистского священника, под именем Татибана Ёсиаки, и сам впоследствии стал монахом секты Сингон. Его облик, впрочем, далек от монашеского — Наоэ носит чёрный костюм, солнечные очки и ездит на дорогих машинах. После того, как Кагетора в последний раз потерял тело в результате трагических событий тридцатилетней давности, никто не знал ни где он, ни что с ним. Уэсуги искали его повсюду, и уже совсем было отчаялись найти, когда Наоэ вдруг встретился с Такаей, совершенно случайно. Моментально признав в незнакомом юноше своего господина Кагетору, Наоэ Нобуцуна (яп. 直江信綱 Naoe Nobutsuna) с тех пор уговаривает Такаю принять свою настоящую личность, вернуть силу и возобновить миссию по борьбе с воинственными призраками. Наоэ берёт на себя роль наставника и опекуна, направляя Такаю в незнакомом ему мире сверхъестественных сил, военных интриг и магических поединков. Он предупредителен и подчеркнуто вежлив, спокоен и рассудителен, он делает всё, чтобы помочь Такае восстановить память — хотя на самом деле замирает от страха в ожидании того момента, когда тот действительно вспомнит… Тогда Наоэ больше не сможет скрывать от Такаи свою тёмную сторону.
Сэйю: Сё Хаями
Аяко Кадоваки (яп. 門脇綾子 Кодоваки Аяко) — 20 лет Настоящее имя: Какизаки Харуиэ. Одна из пятерых Якш Уэсуги. Изначально Харуиэ был мужчиной, но 200 лет назад в результате непредвиденных обстоятельств был вынужден занять женское тело, и с тех пор всегда перерождается женщиной (на то есть свои причины). Сейчас Аяко — красивая молодая девушка, жизнерадостная, энергичная, дружелюбная и открытая, полностью предана Кагеторе. Её специализация среди Уэсуги — ментальная разведка. Носит брюки и ездит на мотоцикле.
Сэйю: Сакико Тамагава
Сюхэй Тиаки (яп. 千秋修平 Тиаки Сю:хэй) — 22 года Настоящее имя: Ясуда Нагахидэ. Один из пятерых «Якш Уэсуги» — перерождённых Призрачной Армии Уэсуги, обладающих особой способностью изгонять духов. Второй по силе после Кагеторы, особенно хорошо ему удается гипноз — любые виды магического внушения. Тридцать лет назад Нагахидэ, недовольный тем, что происходило внутри клана (а точнее тем, что происходило между Кагеторой и Наоэ) заявил, что порывает с Уэсуги, и больше его с тех пор никто не видел. Пока в один прекрасный день он не появился в школе Такаи, в одном с ним классе, с помощью гипноза убедив окружающих, что он его лучший друг. Тиаки, впрочем, утверждает, что объявился вовсе не из-за Такаи — а из-за Юдзуру (его, дескать, тоже беспокоят скрытые магические силы последнего). Он действует вроде бы сам по себе, но фактически подчиняется приказам Кагеторы, хотя ведёт себя с ним вызывающе, и может даже пустить в ход кулаки, если ему что не по нраву.
Сэйю: Ясунори Мацумото

### Второстепенные персонажи
Юдзуру Нарита (яп. 成田譲 Нарита Юдзуру) — 17 лет. Лучший друг Такаи и его полная противоположность по характеру. Скромный, вежливый мальчик из обеспеченной семьи, хорошо учится и никогда не попадал в неприятности, пока его не приметил Косака Дандзё, искавший вместилище духа для своего господина Такеды Сингена. Косака обнаружил, что Юдзуру обладает латентной магической силой неизвестного происхождения, и решил подселить дух Сингена в его тело. После того как Такае с Наоэ удалось вырвать Юдзуру из-под контроля Сингена, Уэсуги берут его под своё наблюдение, как представляющего потенциальную опасность. Очевидно, что Юдзуру — не обычный человек, но кто же он такой на самом деле, никому пока неизвестно.
Сэйю: Тайки Мацуно
Косака Дандзёносукэ Масанобу — 21 год. Могущественный перерожденный из клана Такеда. В нынешнем воплощении — молодой человек редкой, утонченной красоты. Холодный и расчётливый интриган; Уэсуги не раз становились жертвами его козней. Хотя иногда способен и помочь, и поделиться информацией — разумеется, если ему самому это выгодно. Косака — давний знакомец Уэсуги. Хорошо зная и Наоэ, и Кагетору, он — один из немногих, кто в курсе их противоречивых и запутанных отношений. Возможно, не в последнюю очередь благодаря своей особой способности к ментальной разведке, которая позволила ему раньше других вычислить настоящую личность Юдзуру.
Сэйю: Хориути Кэню
- Юико Такэда (яп. 武田由比子 Такэда Юико) — Ай Орикаса
- Саори Морино — Акико Ядзима
- Удзитэру Ходзё (яп. 北条氏照 Хо:дзё: Удзитэру) — Хидэюки Танака
- Минако — Михо Ёсида
- Котаро Фума (яп. 風魔小太郎 Фу:ма Котаро:) — Мицуру Миямото
- Удзимаса Ходзё — Рокуро Ная
- Раммару Мори — Томокадзу Сэки
- Ясухидэ Тояма — Хироси Мацумото
- Нобунага Ода (яп. 織田信長 Ода Нобунага) — Рётаро Окиаю
- Кэнсин Уэсуги — Ёсиюки Канэк
- Масамунэ Датэ — Юкитоси Хори
- Сингэн Такэда — Юкитоси Хори

## Список томов
| №  | Название тома                                                  | Название тома (яп.)                                  | Дата выпуска  | ISBN               |
| -- | -------------------------------------------------------------- | ---------------------------------------------------- | ------------- | ------------------ |
| 1  | 1 Призрачное пламя                                             | 1 炎の蜃気楼 (ほのおのしんきろう)                    | ноябрь 1990   | ISBN 4-08-619479-8 |
| 2  | 2 Алые сполохи                                                 | 2 緋の残影 (あかのざんえい)                          | февраль 1991  | ISBN 4-08-611515-8 |
| 3  | 3 Хрустальная колыбельная                                      | 3 硝子の子守歌 (がらすのこもりうた)                  | май 1991      | ISBN 4-08-611542-5 |
| 4  | 4 Янтарный звездопад                                           | 4 琥珀の流星群 (こはくのりゅうせいぐん)              | сентябрь 1991 | ISBN 4-08-611566-2 |
| 5  | 5 Драконий бог Нары                                            | 5 まほろばの龍神 (まほろばのりゅうじん)              | декабрь 1991  | ISBN 4-08-611592-1 |
| 6  | 5.5 Тебе, моя единственная любовь                              | ５．５（断章） 最愛のあなたへ (さいあいのあなたへ)   | март 1992     | ISBN 4-08-611617-0 |
| 7  | 6 Зеркало победителя 1                                         | 6 覇者の魔鏡（前編） (はしゃのまきょう I)            | апрель 1992   | ISBN 4-08-611637-5 |
| 8  | 7 Зеркало победителя 2                                         | 7 覇者の魔鏡（中編） (はしゃのまきょう II)           | июль 1992     | ISBN 4-08-611665-0 |
| 9  | 8 Зеркало победителя 3                                         | 8 覇者の魔鏡（後編） (はしゃのまきょう III)          | октябрь 1992  | ISBN 4-08-611685-5 |
| 10 | 9 Предатель на речном берегу                                   | 9 みなぎわの反逆者 (みなぎわのはんぎゃくしゃ)        | март 1993     | ISBN 4-08-611637-5 |
| 11 | 10 Императрица прибрежных вод 1                                | 10 わだつみの楊貴妃（前編） (わだつみのようきひ I)   | июль 1993     | ISBN 4-08-611766-5 |
| 12 | 11 Императрица прибрежных вод 2                                | 11 わだつみの楊貴妃（中編） (わだつみのようきひ II)  | ноябрь 1993   | ISBN 4-08-611792-4 |
| 13 | 12 Императрица прибрежных вод 3                                | 12 わだつみの楊貴妃（後編） (わだつみのようきひ III) | декабрь 1993  | ISBN 4-08-611808-4 |
| 14 | 13 Дорога в царство мёртвых 1                                  | 13 黄泉への風穴 (前編) (よみへのふうけつ I)          | апрель 1994   | ISBN 4-08-611847-5 |
| 15 | 14 Дорога в царство мёртвых 2                                  | 14 黄泉への風穴 (後編) (よみへのふうけつ II)         | июль 1994     | ISBN 4-08-611878-5 |
| 16 | 15 Огненная страна 1                                           | 15 火輪の王国 (前編) (かりんのおうこく I）           | декабрь 1994  | ISBN 4-08-614026-8 |
| 17 | 16 Огненная страна 2                                           | 16 火輪の王国 (中編) (かりんのおうこく II）          | апрель 1995   | ISBN 4-08-614057-8 |
| 18 | 17 Огненная страна 3                                           | 17 火輪の王国 (後編) (かりんのおうこく III）         | сентябрь 1995 | ISBN 4-08-614106-X |
| 19 | 18 Огненная страна: книга о жестоком ветре                     | 18 火輪の王国 (烈風編) (かりんのおうこく）           | декабрь 1995  | ISBN 4-08-614128-0 |
| 20 | 19 Огненная страна: книга о яростном приливе                   | 19 火輪の王国 (烈濤編) (かりんのおうこく）           | февраль 1996  | ISBN 4-08-614158-2 |
| 21 | 20 Обнявши крест, усни                                         | 20 十字架を抱いて眠れ (じゅうじかをだいてねむれ）    | июль 1996     | ISBN 4-08-614218-X |
| 22 | 20.5 Мученик в пустыне                                         | 20.5 砂漠殉教 (さばくのじゅんきょう)                 | октябрь 1997  | ISBN 4-08-614374-7 |
| 23 | 21 Губительная звезда                                          | 21 裂命の星                                          | апрель 1997   | ISBN 4-08-614302-X |
| 24 | 22 Волшебство первенства                                       | 22 魁の蠱                                            | июль 1997     | ISBN 4-08-614338-0 |
| 25 | 23 Врата к отмщению: книга синего моря                         | 23 怨讐の門 （青海編）                               | декабрь 1997  | ISBN 4-08-614408-5 |
| 26 | 24 Врата к отмщению: книга красного неба                       | 24 怨讐の門 （赤空編）                               | апрель 1998   | ISBN 4-08-614440-9 |
| 27 | 25 Врата к отмщению: книга белой молнии                        | 25 怨讐の門 （白雷編）                               | июль 1998     | ISBN 4-08-614474-3 |
| 28 | 26 Врата к отмщению: книга чёрного солнца                      | 26 怨讐の門 （黒陽編）                               | октябрь 1998  | ISBN 4-08-614506-5 |
| 29 | 27 Врата к отмщению: книга жёлтой земли                        | 27 怨讐の門 （黄壤編）                               | декабрь 1998  | ISBN 4-08-614538-3 |
| 30 | 28 Врата к отмщению: разрушенная земля                         | 28 怨讐の門 （破壤編）                               | апрель 1999   | ISBN 4-08-614581-2 |
| 31 | 29 Беспросветный рай                                           | 29 無間浄土                                          | декабрь 1999  | ISBN 4-08-614670-3 |
| 32 | 30 Блистающий апокалипсис I: сказание о земле Нати             | 30 耀変黙示録 I 那智の章                             | март 2000     | ISBN 4-08-614701-7 |
| 33 | 31 Блистающий апокалипсис II: сказание о волшебном мече Фуцу   | 31 耀変黙示録 II 布都の章                            | ноябрь 2000   | ISBN 4-08-614777-7 |
| 34 | 32 Блистающий апокалипсис III: сказание о Большом Вороне       | 32 耀変黙示録 III 八咫の章                           | апрель 2001   | ISBN 4-08-614847-1 |
| 35 | 33 Блистающий апокалипсис IV: сказание о Дзимму                | 33 耀変黙示録 VI 神武の章                            | ноябрь 2001   | ISBN 4-08-600026-1 |
| 36 | 34 Блистающий апокалипсис V: сказание о дьяволе с шестых небес | 34 耀変黙示録 V 天魔の章                             | июнь 2002     | ISBN 4-08-600115-2 |
| 37 | 35 Блистающий апокалипсис VI: сказание о бушующем пламени      | 35 耀変黙示録 VI 乱火の章                            | июль 2002     | ISBN 4-08-600141-1 |
| 38 | 36 Блистающий апокалипсис VII: сказание о порче                | 36 耀変黙示録 VII 濁破の章                           | ноябрь 2002   | ISBN 4-08-600179-9 |
| 39 | 37 Колокол революции                                           | 37 革命の鐘は鳴る                                    | декабрь 2002  | ISBN 4-08-600203-5 |
| 40 | 38 Причёска демона                                             | 38 阿修羅の前髪                                      | июль 2003     | ISBN 4-08-600282-5 |
| 41 | 39 Битва богов                                                 | 39 神鳴りの戦場                                      | октябрь 2003  | ISBN 4-08-600336-8 |
| 42 | 40 Миллиард ночей спустя                                       | 40 千億の夜をこえて                                  | апрель 2004   | ISBN 4-08-600412-7 |